# Skoldkopper
 Der er for få eller ingen kildehenvisninger i denne artikel, hvilket er et problem. Du kan hjælpe ved at angive troværdige kilder til de påstande, som fremføres i artiklen.

Skoldkopper (tidligere også kaldet skålkopper) er en meget smitsom sygdom, som skyldes varicella-zoster virus.
Sygdommen rammer stort set kun børn, og over 90 procent har haft den inden de bliver 10 år. Sygdommen kan forebygges med vaccination, men da sygdommen normalt forløber forholdsvis fredeligt og efterlader personen med livslang immunitet for sygdommen, udelader de fleste lande sygdommen i deres vaccinationsprogram – således også Danmark, hvor den dog kan tilbydes til visse personer med særlig stor risiko (eksempelvis svækket immunforsvar, og gravide der ikke har haft sygdommen som barn). Inkubationstiden er 1 til 3 uger. Sygdommen er meget smitsom, og smitter oftest ved direkte kontakt, men den er også luftbåren.
Sygdommen starter med let feber, hoste og evt. hovedpine. Efter to til fem dage fremkommer et rødt karakteristisk udslæt. Nogle personer bliver ikke så voldsomt angrebet og får kun et mindre udslæt, mens andre får røde prikker over det meste af kroppen. Efter nogle timer udvikles de røde prikker til væskende blærer, der efter et par dage brister og danner sårskorpe. Ofte kommer det røde udslæt i en til tre bølger under sygdomsforløbet. Indtil alle blærer har dannet sårskorpe kan personen smitte andre personer. Kradses der hul på blærerne kan de ved infektion efterlade ar.
Blærerne er meget kløende; løst tøj, kolde omslag og salve – typisk salve med zink – kan lindre. Sygdomsforløbet varer normalt 7 til 10 dage. I meget sjældne tilfælde kan der optræde hjernebetændelse eller blodprop i hjernen som komplikation til skoldkopperne.
Hos en voksen, der får skoldkopper for første gang, klør det mere end hos børn. Gravide der ikke har haft skoldkopper tidligere i livet kan risikere fosterskader ved smitte.
Selvom man har haft sygdommen og dermed er immun overfor skoldkopper resten af livet, findes virusset stadig i en dvaletilstand (latent) i kroppen. Ved de fleste holdes det dog nede af immunforsvaret, men i visse tilfælde, specielt hvor immunforsvaret er svækket, kan virus bryde ud i såkaldt helvedesild mange år senere.

## Vaccination
Skoldkoppevaccinen er en levende (svækket) virus til at beskytte mod virussygdom almindeligvis kendt som skoldkopper forårsaget af varicella zoster virus (VZV). Den varicella vaccine er markedsført som VARIVAX i af Merck og som Varilrix af GlaxoSmithKline. En anden vaccine, der er kendt som Zostavax er en større end normal dosis VARIVAX og anvendes i ældre voksne for at reducere risikoen for helvedesild (også kaldet herpes zoster) og postherpetisk neuralgi, som er forårsaget af den samme virus.
Vaccinen er på verdenssundhedsorganisationens (WHO) liste over essentielle lægemidler, nødvendig i et sundhedssystem.